# Маскигон (округ)
Маски́гон (англ. Muskegon County) — округ в штате Мичиган (США). Официально образован в 1859 году. По состоянию на 2010 год численность населения составляла 172 188 человек.

## География
По данным Бюро переписи США, общая площадь округа равняется 3781,404 км², из которых 1292,411 км² суша и 2488,992 км² или 66 % это водоёмы.

## Население
По данным переписи населения 2000 года в округе проживало 170 200 жителей в составе 63 330 домашних хозяйств и 44 267 семей. Плотность населения составляла 129 человек на км². На территории округа насчитывалось 68 556 жилых строений, при плотности застройки около 52 строений на км². Расовый состав населения: белые — 81,25 %, афроамериканцы — 14,20 %, коренные американцы (индейцы) — 0,82 %, азиаты — 0,42 %, гавайцы — 0,01 %, представители других рас — 1,28 %, представители двух или более рас — 2,01 %. Испаноязычные составляли 3,53 % населения независимо от расы.
В составе 34,60 % из общего числа домашних хозяйств проживают дети в возрасте до 18 лет, 51,60 % — супружеские пары, проживающие вместе, 13,90 % — состоят из одиноких женщин без супруга, 30,10 % — не имеют отношения к семьям, 25,20 % — состоят из одного человека, 10,40 % — состоят из престарелых (65 лет и старше), проживающих в одиночестве. Средний размер домохозяйства составляет 2,59 человека, средний размер семьи — 3,10 человека.
Возрастной состав округа: 27,50 % моложе 18 лет, 8,70 % от 18 до 24, 29,00 % от 25 до 44, 21,90 % от 45 до 64 и 21,90 % от 65 и старше. Средний возраст жителя округа 36 лет. На каждые 100 женщин приходится 98,30 мужчин. На каждые 100 женщин старше 18 лет приходится 95,40 мужчин.
Средний доход на домохозяйство в округе составлял 38 008 долларов, на семью — 45 710 долларов. Среднестатистический заработок мужчины был 35 952 доллара против 25 430 долларов для женщины. Доход на душу населения составлял 17 967 долларов. Около 8,80 % семей и 11,40 % общего населения находились ниже черты бедности, в том числе — 16,00 % молодежи (тех, кому ещё не исполнилось 18 лет) и 8,20 % тех, кому было уже больше 65 лет.